# Навуходоносор I
Навуходоносор I e син и наследник на Навополасар, който се възцарява над Халдея в 604 г. преди н.е. Преди бащината си смърт, той царува заедно с баща си, който го изпраща да отвоюва от египтяните Кархамис, който те били превзели от вавилонците при фараон Нехао. Като сполучил в това, предприел един поход против управителя на Финикия и Йоаким Юдовия цар, който бил подвластен на Египетския фараон Нехао. Оковал Йоаким, за да го заведе пленник във Вавилон, но после го оставил в Юдея, с условие да му плаща ежегодно голям данък. Откарал много пленници от Ерусалим; между които, Даниил, Анания, Мисаил и Азария, всичките от царски род, които Вавилонския цар заповядал да научат на Вавилонски език и Вавилонското учение, за да служат после в двора му.